# Idaea denticulata
Idaea denticulata är en fjärilsart som beskrevs av W. Warren 1900. Idaea denticulata ingår i släktet Idaea och familjen mätare. Inga underarter finns listade i Catalogue of Life.